# ماي مونتانيو
ماي مونتانيو (من مواليد 7 أبريل 1953، إسميرالداس) هي سياسية من إكوادور. عملت في مجال حقوق الإنسان والمرأة وإعادة تأهيل الشباب.

## الحياة السياسية
أصبحت مونتانيو مديرة خيار جديد في عام 2006، وفازت عنه بمقعد في الجمعية التأسيسية في عام 2007. في وقت لاحق ساعدت في تنظيم الائتلاف الوطني الديمقراطي.
مونتانيو هو أحد مؤسسي حزب خلق الفرص الذي تم تنظيمه في عام 2010. تم انتخابها لعضوية الجمعية الوطنية عن الحزب في 2013 و2017. في 2 مارس 2018 تركت مونتانيو الحزب وصرحت أنهاغير راضية عنه وأصبحت مستقلة.